# Гинзбург, Александр Осипович
Алекса́ндр О́сипович (Иосифович) Ги́нзбург (2 (15) июня 1916, Мариуполь, Екатеринославская губерния — 23 июня 1973, Ташкент) — советский театральный режиссёр
. Народный артист Узбекской ССР (1959), лауреат Государственной Премии СССР в области литературы, искусства и архитектуры (посмертно, 1977).

## Биография
Родился в семье врачей — Иосифа Самуиловича Гинзбурга (1883—1920), выпускника медицинского факультета Московского университета (1908), заведующего Еврейской больницей в Мариуполе, и Либы Яковлевны Калмановской (впоследствии Гинзбург, 1882—?), работавшей в той же больнице; родители заключили брак 27 мая 1914 года в Мариуполе. Отец умер от сыпного тифа 8 февраля 1920 года, когда сыну не было и 4-х лет; мать в 1920-е годы работала заводским врачом в Мариуполе. Племянник филолога и литературоведа Льва Самойловича Гинзбурга, двоюродный брат поэта и драматурга Александра Галича и кинооператора Валерия Гинзбурга.
Окончил режиссёрский факультет ГИТИСа в 1939 году по классу В. Г. Сахновского. В 1939—1942 годах работал в Тбилисском театре юного зрителя, поставил спектакли «Романтики» Э. Ростана, «Сказка» М. А. Светлова (совместно с Г. А. Товстоноговым, 1940), «Василиса Прекрасная» (1940), «Бедность не порок» А. Н. Островского (1941). В 1940 году организовал студию при Тбилисском ТЮЗе, где преподавал до 1943 года. В 1943—1945 годах — режиссёр Челябинского драматического театра имени С. М. Цвиллинга, где поставил пьесы «Олеко Дундич» М. А. Каца и А. Г. Ржешевского, «12 месяцев» С. Я. Маршака, вёл курс мастерства актёра в студии при этом театре.
В 1945—1948 годах — главный режиссёр Ташкентского театра юного зрителя, где поставил «Сказки о правде» М. И. Алигер. В 1948—1951 годах работал в театре Туркестанского военного округа, поставил «Молодую гвардию» по собственной инсценировке романа А. А. Фадеева; в 1950 году совместно с Г. А. Товстоноговым осуществил постановку пьесы «Испанский священник» Дж. Флетчера в Ленкоме. В 1951—1958 и 1960—1965 годах — главный режиссёр Узбекского театра драмы имени Хамзы. Постановки А. О. Гинзбурга имели большое значение для развития этого театра. Им были поставлены спектакли «За тех, кто в море» Б. Лавренёва (1947), «Мещане» М. Горького (1951), «Ромео и Джульетта» (1951), «Ревизор» Н. В. Гоголя (1952), «Любовь Яровая» К. Тренёва (1952), «Шёлковое сюзане» А. Каххара (совместно с А. Ходжаевым, 1952), «Рассказ о Турции» (1953) и «Легенда о любви» Н. Хикмета (1953), «Разбойники» Ф. Шиллера (1955), «Гроза» А. Н. Островского (1955), «Юлий Цезарь» Шекспира (1958), «Дочь Ганга» (собственная инсценировка романа Р. Тагоpa «Крушение», демонстрировался в Москве как один из лучших спектаклей 1956 года), «Чёрные птицы» Н. Погодина (1962). Спектакль «Алжир, родина моя!» (собственая инсценировка романа М. Диба «Большой дом») был награждён дипломом первой степени на всесоюзном фестивале театров в 1957 году и также показан в Москве.
В 1958—1960 годах — главный режиссёр Ташкентского русского театра драмы имени М. Горького, где поставил спектакли «Тайфун» Цао Юя (1957), «История пустой души» (1958, по роману М. Горького «Жизнь Клима Самгина»), «Дракон и солнце» по собственной пьесе (1958), «Испорченный ребёнок» Прагджи Досы (гудж. પ્રાગજી ડોસા, 1959), «Иркутская история» А. Н. Арбузова (1960). Автор сценария кинофильма «Дочь Ганга» (Узбекфильм, 1961). По словам актёра и режиссёра Владимира Рецептера, А. О. Гинзбург «играл определяющую роль в театральной жизни Ташкента».
В 1965—1966 годах — главный режиссёр Тбилисского русского драматического театра имени А. С. Грибоедова. В 1966—1967 годах — режиссёр Московского художественно-драматического театра, в 1967—1971 годах — Театра имени Ленинского комсомола, в последнем поставил спектакли «Дым отечества» К. Симонова (1967), «Жених и невеста» Д. Холендро (1968), «Прощай, оружие!» (по роману Э. Хемингуэя в собственной инсценировке, 1969), «Конец Хитрова рынка» (по роману А. А. Безуглова и Ю. М. Кларова в собственной инсценировке, 1970), «Лабиринт» А. Софронова (1971).
С 1971 года и до конца жизни вновь главный режиссёр Узбекского театра драмы имени Хамзы в Ташкенте. Вёл курс мастерства актёра в Ташкентском театральном институте (1951—1965) и на отделении актёров музыкальных театров в Музыкальном училище имени Гнесиных (1968—1970).
Похоронен на Боткинском еврейском кладбище.

## Семья
- Жена — Софья Михайловна Гутманович (1916—1999), актриса и театральный педагог[18].
  - Сын — телережиссёр и сценарист Евгений Гинзбург.